# John Alan Schwartz
John Alan Schwartz (New York, 7 novembre 1952 – Topanga, 13 agosto 2019) è stato un regista cinematografico e sceneggiatore statunitense.
Definito "erede di Gualtiero Jacopetti", è noto per aver scritto e diretto la serie di mondo movie Le facce della morte con gli pseudonimi Conan LeCilaire e Alan Black.

## Filmografia
- Le facce della morte (Faces of Death) – accreditato come Conan Le Cilaire (1978)
- Le facce della morte n. 2 (Faces of Death II) – accreditato come Conan Le Cilaire (1981)
- Faces of Death III – accreditato come Conan Le Cilaire (1985)
- The Worst of Faces of Death – accreditato come Conan Le Cilaire (1987)
- Faces of Death IV – accreditato come Conan Le Cilaire (1990)
- Faces of Death V – accreditato come Conan Le Cilaire (1995)
- Faces of Death VI – accreditato come Conan Le Cilaire (1996)
- Faces of Death: Fact or Fiction? – accreditato come Conan Le Cilaire (1999)
- Day Pass – cortometraggio (2000)

## Pubblicazioni
- (EN) John Alan Schwartz, My Faces of Death - A Deadly Memoir, CreateSpace, 2 agosto 2014, ISBN 978-1500131876.